# Domenico Jorio

Wappen und Wahlspruch

Domenico Kardinal Jorio (* 7. Oktober 1867 in Villa San Stefano, Provinz Frosinone, Italien; † 21. Oktober 1954 in Rom) war ein Kurienkardinal der römisch-katholischen Kirche.

## Leben
Domenico Jorio studierte in Rom die Fächer Katholische Theologie und Philosophie. Nach seiner Priesterweihe im Jahre 1891 arbeitete er als Seelsorger in Rom und in der Verwaltung des Vatikans. 1901 erhielt er den Titel eines Päpstlichen Privatkämmerers, 1914 den eines Päpstlichen Hausprälaten verliehen. 1916 beauftragte ihn Papst Benedikt XV. mit der Betreuung der römischen Klöster, 1918 ernannte er ihn zum Sekretär des Statistischen Amtes und zum Untersekretär der Kongregation für die Sakramentendisziplin. Papst Pius XI. bestimmte Domenico Jorio 1928 zum Sekretär der Kongregation für die Sakramentenordnung und 1930 zum Beauftragten für Wirtschaftsfragen des Päpstlichen Römischen Priesterseminars. 
Am 16. Dezember 1935 nahm er ihn in als Kardinaldiakon mit der Titeldiakonie Sant’Apollinare alle Terme Neroniane-Alessandrine in das Kardinalskollegium auf und übertrug ihm die Leitung der Kongregation für die Sakramentendisziplin. 1946 wurde er unter Beibehaltung seiner Titelkirche zum Kardinalpriester pro hac vice erhoben.
Domenico Jorio starb am 21. Oktober 1954 in Rom und wurde in der Kirche des Heiligen Apollinarius beigesetzt.